# Pabellón fresco
El Pabellón fresco o Salón fresco es un capricho edificado para Luis XV y Madame de Pompadour por Ange-Jacques Gabriel en el interior del jardín francés del Pequeño Trianón, dentro de los jardines de Versalles.
Construido entre 1751 y 1753, este nuevo edificio del dominio de Versalles fue encargado por el rey para evadirse de las obligaciones de la Corte. Situado enfrente del Pabellón francés, servía como comedor de verano donde se podía "tomar el fresco" y degustar los productos del huerto cercano. El pabellón, formado por una única estancia, fue concebido como una arquitectura "vegetal" (inspirada en la vegetación), y estaba totalmente revestido con una celosía pintada de color verde. Delante del edificio se diseñó un pequeño jardín rectangular, compuesto por dos parterres de flores y dos estanques ovalados dispuestos simétricamente a ambos lados del eje de acceso. El conjunto estaba rodeado perimetralmente con una arcada, realizada también con celosía y coronada con jarrones en forma de cesta, de manera que arquitectura y naturaleza constituían una unidad en armonía. 
Durante la Revolución francesa, el pabellón se abandonó y fue deteriorándose por las inclemencias del tiempo. En 1810, el edificio fue derribado y el jardín se reemplazó por césped. Se reconstruyó por completo en la década de 1980 y posteriormente en 2010, tras una campaña arqueológica y gracias al mecenazgo del dominio de Versalles. Tanto el edificio como el jardín fueron reproducidos fielmente a partir del modelo original. En la actualidad, únicamente quedan por restituir las arcadas.

## Construcción
Tras la muerte de su amante Madame de Châteauroux en 1744, el rey Luis XV regresó a su residencia en el Gran Trianón. Este palacio de mármol, concebido por Mansart y abandonado durante los primeros años del reinado del monarca, sufría de una importante falta de mantenimiento. En 1747, el arquitecto Ange-Jacques Gabriel, junto al director de los Edificios del Rey, Charles Lenormant de Tournehem, trazó un primer esbozo con el fin de reacondicionar el edificio. La marquesa de Pompadour, la amante del rey desde hacía dos años, apoyó la iniciativa de este proyecto, con la intención de distraer al monarca de su melancolía. A partir de 1749, se construyó un pequeño zoológico en una parcela situada al noreste del palacio, constituido únicamente por un corral y un establo. Asimismo, se edificó un primer pabellón en el centro de un nuevo jardín a la francesa, destinado al juego, a los banquetes y a los conciertos: el Pabellón francés.

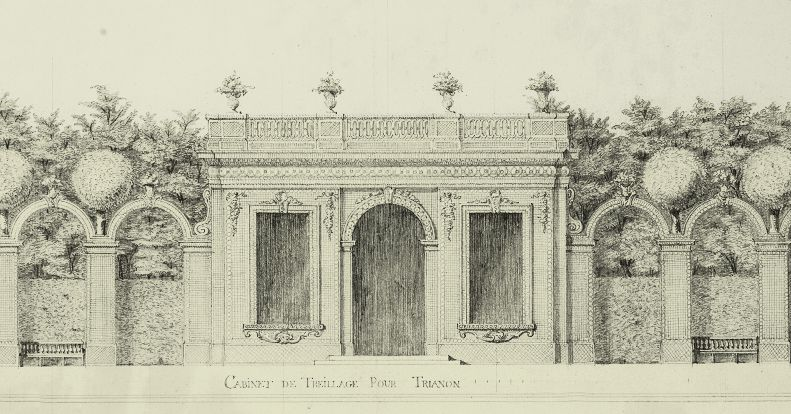
Proyecto de Ange-Jacques Gabriel de un «cenador enrejado para Trianón», 1751.

Al tiempo que Claude Richard diseñaba un nuevo jardín de frutas y verduras al nordeste de la propiedad, Luis XV ordenó construir un «comedor» cerca del Pabellón francés. Fue denominado al poco tiempo Pabellón fresco debido a su orientación al norte, y se destinó a lugar de consumo de los productos del huerto y de la lechería del establo. Tras varios proyectos realizados por el arquitecto Gabriel, Tournehem firmó la orden de construcción el 17 de septiembre de 1751. Ese mismo año, los hermanos Thévenin finalizaron la cimentación, realizada con arcos de medio punto para proteger el edificio frente a las humedades. En 1752 se construyeron los muros de piedra moleña de Satory. El tejado aterrazado estaba cubierto por completo de plomo. En el mes de julio se instaló el acristalamiento fabricado en la Manufactura real de los vidrios, compuesto por más de ciento cincuenta cristales.
El pabellón se ubica en uno de los extremos de la parcela, abriendo totalmente sus vistas hacia los jardines como una prolongación de los mismos, a través de la gran puerta central, las dos ventanas frontales situadas a sus lados y las dos puertas laterales. De concepción arquitectónica sobria, está compuesto únicamente por una arcada reforzada en la entrada, que recuerda al Pabellón francés o al cercano Pequeño Trianón. Su originalidad proviene de su revestimiento con celosías, ejecutado por Langelin, que evoca el jardín y la naturaleza.
La finalización en 1753 del Pabellón fresco supuso la conclusión de la primera fase de la obra de Gabriel en el dominio del Pequeño Trianón. Posteriormente la propiedad fue entregada a los jardineros y botánicos. Ocho años más tarde se inició la segunda fase con la construcción del palacio del Pequeño Trianón.

## Eljardín personal del Rey

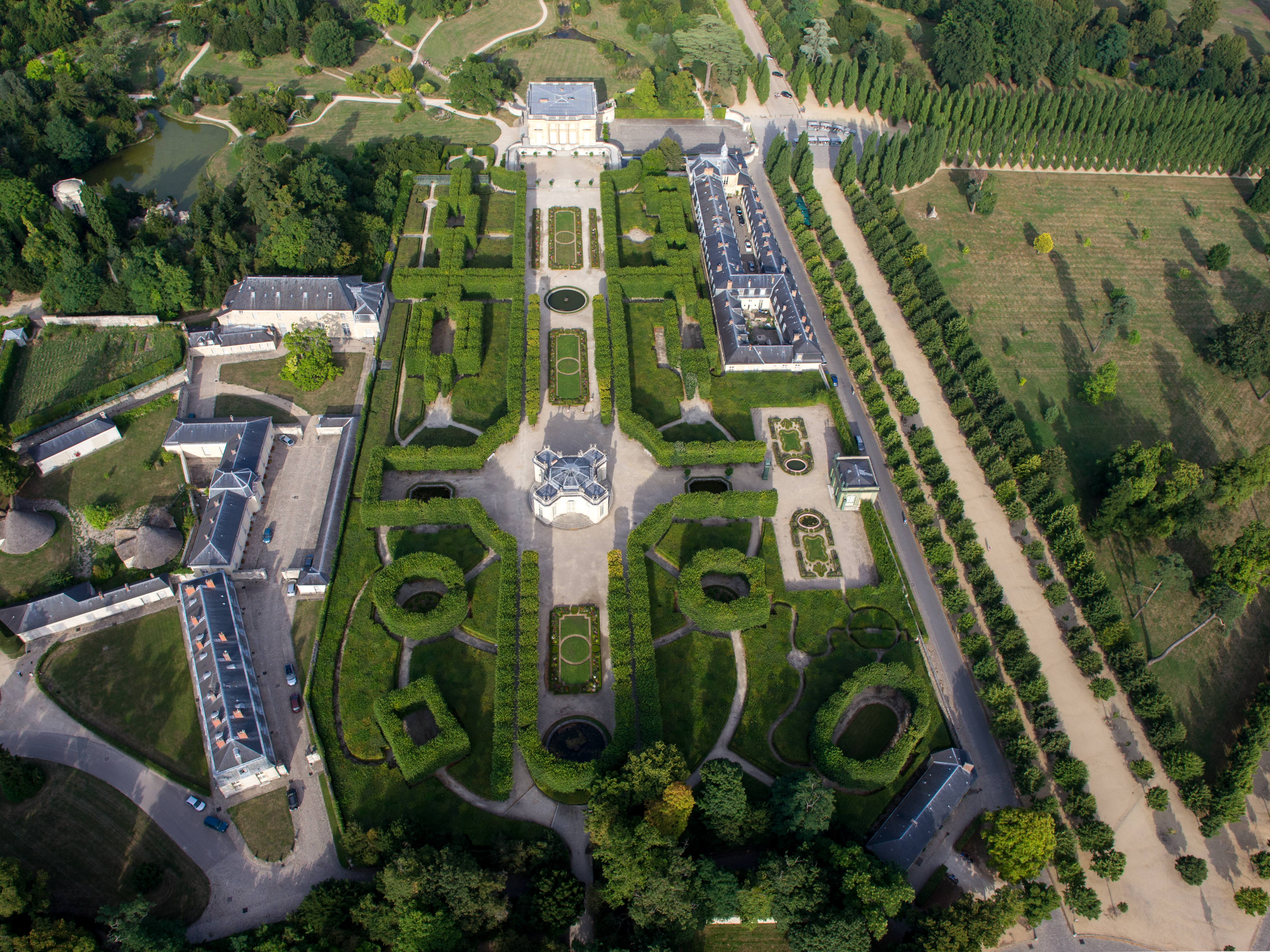
Vista aérea del jardín francés del Pequeño Trianón, con el Pabellón fresco situado a la derecha de la imagen. El norte se sitúa a la izquierda de la fotografía

El Pabellón fresco está ubicado en el extremo sur de la cruz latina que forma el jardín francés del Pequeño Trianón, en cuyo centro se sitúa el Pabellón francés. El paseo que conecta ambos edificios tiene la misma anchura que estos, con el fin de permitir las vistas entre ellos. En el lado opuesto se emplaza la casa de fieras. Los caminos están pavimentados con arena de río. 
Delante del salón se proyectó un pequeño jardín rectangular, de cincuenta metros de largo por veinte de ancho. Estaba rodeado en su perímetro por una arcada con celosías, que se alineaba con la fachada norte del edificio. Esta arquería estaba formada por una sucesión de módulos hechos con un armazón de hierro, compuestos por un pilar de sección cuadrada y caras laterales realizadas con enrejados, desde cuya parte superior arrancaban los arcos. Cada módulo tenía una dimensión de unos 3,50 metros de altura por 2,35 metros de anchura, y fueron construidos por el cerrajero Gamain el Joven en julio de 1752. En el interior hueco de cada pilar se plantó un tilo, cuya copa sobresalía por encima de los arcos y estaba podada en forma esférica. La entrada estaba enmarcada por dos pilares de mayor tamaño, coronados por dos grandes cestas en su parte superior. 
Paralela al lado sur se disponía una segunda fila de arcadas a cada lado del pabellón, que formaba dos caminos que desembocaban en las dos puertas laterales del edificio. En los extremos de estos dos senderos se instalaron dos nichos de celosía, bajo los cuales se colocaron, en 1756, dos estatuas de David Bourderelle: "La Enfermedad" y "La Salud". Procedentes de la Galería de las Antigüedades del parque de Versalles, estaban inicialmente destinadas a decorar una tumba. 
La estructura tenía un total de cincuenta y cuatro arcos, cuarenta perimetrales más catorce en los caminos laterales. Sus claves estaban coronadas por un jarrón en forma de cesta, a imagen de las cuatro decoraciones con acroteras del pabellón.
El conjunto de arcadas, pilastras y fachadas estaba recubierto por un enrejado pintado en verde, al igual que las cestas ornamentales, y realizado por Langelin, autor de numerosas obras en el dominio de Versalles. En septiembre de 1753, después de varias pruebas que no convencieron, Luis XV ordenó a su jardinero Jean-Baptiste-Louis Belleville añadir cuarenta naranjos en el interior de las arcadas. También se instaló un cuarto de aseo, camuflado mediante las celosías, próximo al edificio de los oficiales del cuerpo de guardia.
A instancias del rey, se construyeron dos pequeños estanques ovalados para la cría de carpas rojas. Constituían el extremo de los dos parterres simétricos plantados con julianas, alhelíes y armerías. El lado opuesto a cada estanque se adornó con boj en forma de palmeta. Su forma original les confería una gran solidez, aunque necesitaron un refuerzo adicional para evitar los puntos de rotura. El lecho del estanque era de arcilla y el contramuro sobrepasaba el metro de espesor. El fondo estaba cubierto de adoquines de sílex y de piedras areniscas de colores, que formaban motivos geométricos. El brocal fue realizado en mármol de Languedoc por Louis-François Trouard.

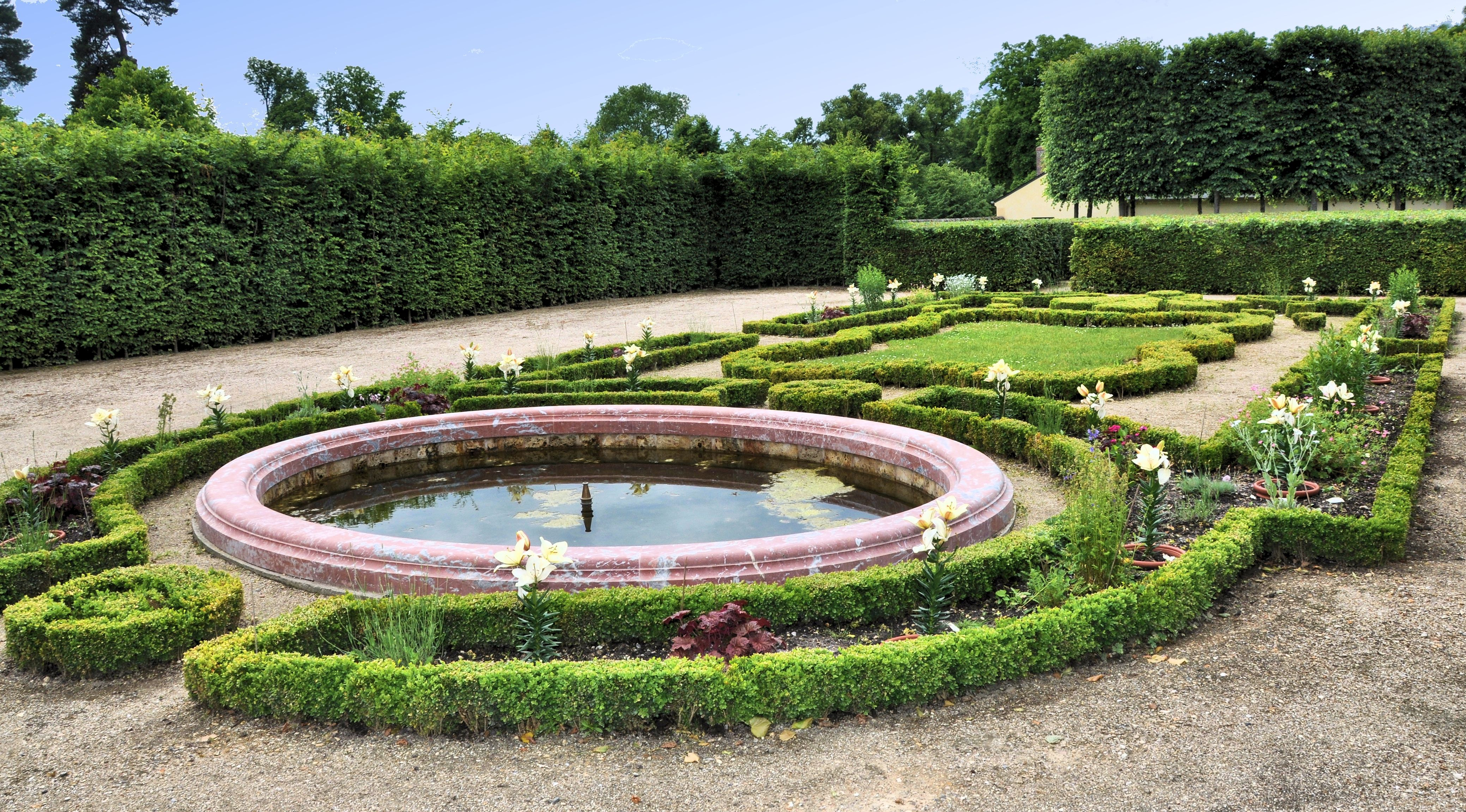
Estanque del jardín del Pabellón fresco.

## Interior del pabellón

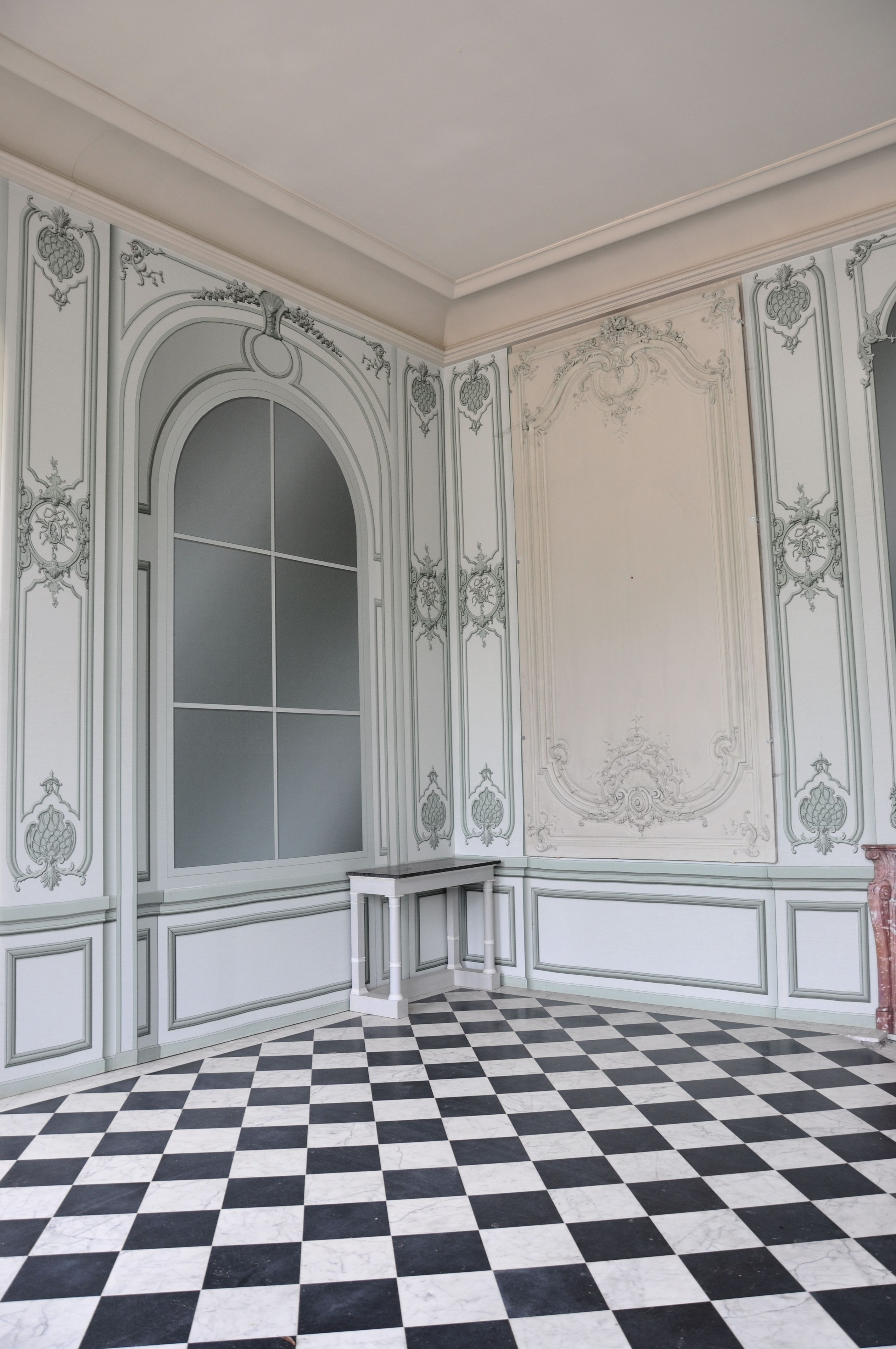
Interior del Pabellón fresco: el panel de la derecha es original, el resto de la decoración mural es un dibujo.

El interior del pabellón estaba profusamente decorado, a pesar de su pequeño tamaño, que apenas supera los 60 metros cuadrados. Los muros estaban revestidos de paneles de roble, realizados por el carpintero Jean-Antoine Guesnon, esculpidos por Jacques Verbeckt y pintados de verde y blanco por el pintor habitual del rey, Médard Brancourt. Estos mismos tonos en verde se utilizaron en los marcos de otros tres paneles de vidrio. Una chimenea, construida en mármol de Languedoc (como el brocal de los estanques) e instalada el 30 de mayo de 1752, terminó de decorar el muro del fondo. Su inclusión en el pabellón suponía más un símbolo de ostentación que una utilidad real, al tratarse de un salón de verano. En el centro del techo blanco se colgó una lámpara similar a la del Pabellón francés, adornada con guirnaldas de flores de porcelana. En los muros se colocaron dos apliques de tres brazos. Las cinco puertas y ventanas estaban cubiertas con cortinas dobles en tafetán blanco tipo "quinze-seize gros de Tours". El pavimento es de piezas de mármol blanco y negro.
El mobiliario, desaparecido en la actualidad, estaba compuesto en 1776 por dos canapés blancos con molduras doradas, tapizados en tela estampada con decoración floral verde y blanca. El conjunto se completaba con dos butacas y dieciocho sillas. En 1754 se encargó un gran tapiz a la manufactura real de la Savonnerie, el cual fue entregado en 1760. El dibujo de Chevillon representaba un camafeo verde sobre un fondo blanco, a juego con los paneles y las fachadas. El centro estaba adornado con el monograma real y las cuatro esquinas con flores de lis. Se consiguió evitar su venta durante la época revolucionaria, siendo enviado al palacio de Luxemburgo en el año V del calendario republicano. Terminó en el palacio de Elbeuf de Cambacérès en 1807, antes de desaparecer de los inventarios.

## Decadencia del jardín y del pabellón
La construcción del palacio del Pequeño Trianón, a partir de 1762, modificó la organización del jardín a la francesa situado entre la casa de fieras y el Salón fresco. El pequeño jardín anexo al edificio se siguió cuidando y las celosías se repararon regularmente, pero se simplificó el diseño de los parterres, a medida que se priorizaba la creación del jardín inglés de María Antonieta. La Revolución aceleró la decadencia del Pabellón fresco: el robo del tejado de plomo, el 31 de enero de 1793, provocó el derrumbe de una parte del techo. Posteriormente se almacenaron los paneles de vidrio en la sala de billar. Tres años más tarde se retiraron los paneles de revestimiento, la chimenea y el suelo de mármol, que se trasladaron a las cocinas del Pequeño Trianón. Las dos esculturas de Bourderelle se enviaron al palacio de Saint-Cloud.
En 1796, el grado de abandono del Pabellón fresco era ya evidente. En 1810 se decidió demoler, puesto que el coste de su rehabilitación, propuesta por Guillaume Trepsat, el arquitecto de Napoleón I, era demasiado elevado. Sin embargo, se conservó la cimentación y se recicló una parte de las piedras en la reconstrucción del nuevo juego de carrusel para la emperatriz María Luisa. Los estanques se cubrieron con tierra y los parterres de flores desaparecieron por completo.

## Restitución

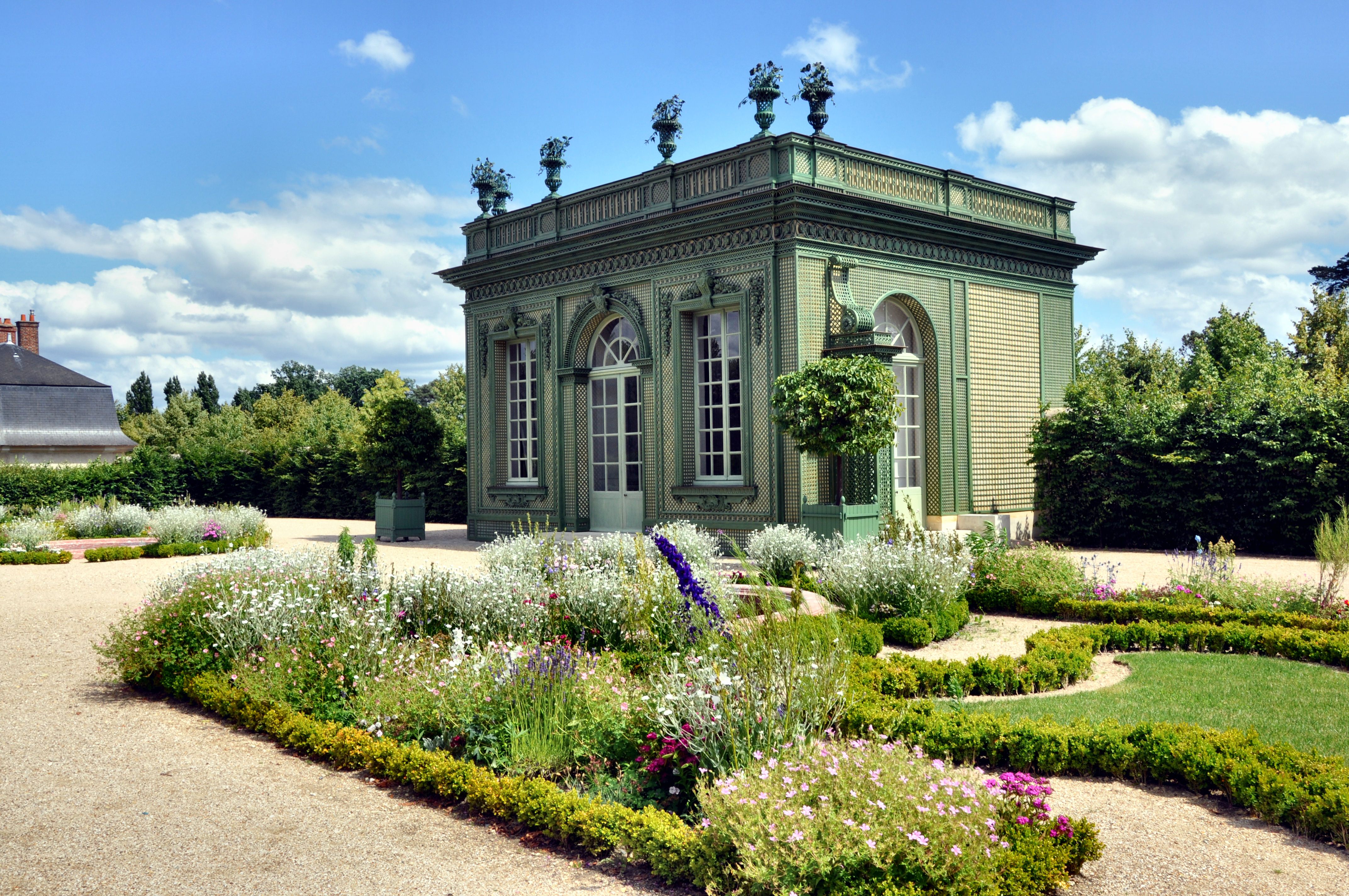
El Pabellón fresco en medio de los jardines.

En 1980 se decidió reconstruir el pabellón para ser usado como recepción de visitantes. Se realizó una nueva cimentación en hormigón armado por encima de la original existente. Tras su finalización en 1984, el edificio tenía una decoración sobria consistente en unos sencillos paneles en celosía, aunque finalmente no se utilizó como recepción. Entre 2006 y 2009 se realizaron diversas campañas arqueológicas, a cargo de Annick Heitzmann y bajo la dirección del arquitecto jefe de los monumentos históricos, Pierre-André Lablaude. El objetivo era validar los conocimientos históricos y conformar un proyecto de restitución lo más cercano posible a la realidad histórica, desde diversos puntos de vista tales como la arquitectura, la decoración interior, la fontanería o la jardinería. Estas investigaciones se completaron gracias al estudio de la memoria de contratista de Langelin, cuyos croquis y dibujos permitieron una reconstrucción minuciosa de la decoración.
El presupuesto de la restauración del Pabellón fresco y de su jardín alcanzó los dos millones de euros. Gracias al mecenazgo de la asociación The American Friends of Versailles, una primera fase en 2010 permitió restituir las celosías de las fachadas con los seis jarrones de coronación, así como las pilastras que enmarcan la entrada del jardín. Una futura segunda fase prevé la prolongación de la galería de enrejados, la reconstrucción completa de las arcadas y el acabado de la decoración interior del edificio, junto con la instalación de los dos paneles de revestimiento que se conservan.
Aunque el pabellón es una reconstrucción de 1984, está clasificado como monumento histórico de Francia dependiente del palacio de Versalles. Está incluido en la lista de monumentos de 1862 por decreto del 31 de octubre de 1906, e inscrito en el Patrimonio de la Humanidad de la Unesco desde 1979. Actualmente es accesible al público en el ámbito del Museo Nacional de los palacios de Versalles y de Trianón, en el seno del Dominio de Maria Antonieta.